# Ivano-Frankivská jaderná elektrárna
Ivano-Frankivská jaderná elektrárna (ukrajinsky Івано-Франківська АЕС) byla plánovaná jaderná elektrárna v Sovětském svazu. Nacházet se měla v ukrajinské SSR v Ivanofrankivské oblasti, poblíž města Rožniativ. Po provedení průzkumných prací bylo rozhodnuto o přesunutí jaderné elektrárny do Mykolajivské oblasti. Dva reaktory elektrárny měly mít celkový hrubý výkon 2000 MW.

## Historie a technické informace

### Počátky
V 70. letech byly vytipovány četné lokality v Sovětském svazu pro budoucí možnou výstavbu jaderných elektráren. Jedním z nich se stalo i místo poblíž města Rožniativ. V tom samém desetiletí byl přijat návrh na výstavbu elektrárny o celkovém hrubém výkonu 2000 MW za použití dvou tlakovodních sovětských jaderných reaktorů VVER-1000/302, předchůdce V320.

### Výstavba
Začátek výstavby byl naplánován na rok 1975 a hotovo mělo být na přelomu 70. a 80. let, ale po provedení přezkoumání lokality byl zjištěn jistý seismický risk, bylo proto upřednostněno postavit Jihoukrajinskou jadernou elektrárnu. Postaveny měly být dva VVER-1000/302 o hrubém výkonu 1000 MW a 950 MW čistého výkonu každý.

## Informace o reaktorech
| Reaktor           | Typ reaktoru  | Výkon  | Výkon   | Zahájení výstavby          | Připojení k síti           | Uvedení do provozu         | Uzavření |
| Reaktor           | Typ reaktoru  | Čistý  | Hrubý   | Zahájení výstavby          | Připojení k síti           | Uvedení do provozu         | Uzavření |
| ----------------- | ------------- | ------ | ------- | -------------------------- | -------------------------- | -------------------------- | -------- |
| Ivano-Frankivsk-1 | VVER-1000/302 | 950 MW | 1000 MW | Plánovaná výstavba zrušena | Plánovaná výstavba zrušena | Plánovaná výstavba zrušena |          |
| Ivano-Frankivsk-1 | VVER-1000/302 | 950 MW | 1000 MW | Plánovaná výstavba zrušena | Plánovaná výstavba zrušena | Plánovaná výstavba zrušena |          |